# 牛込中央通り

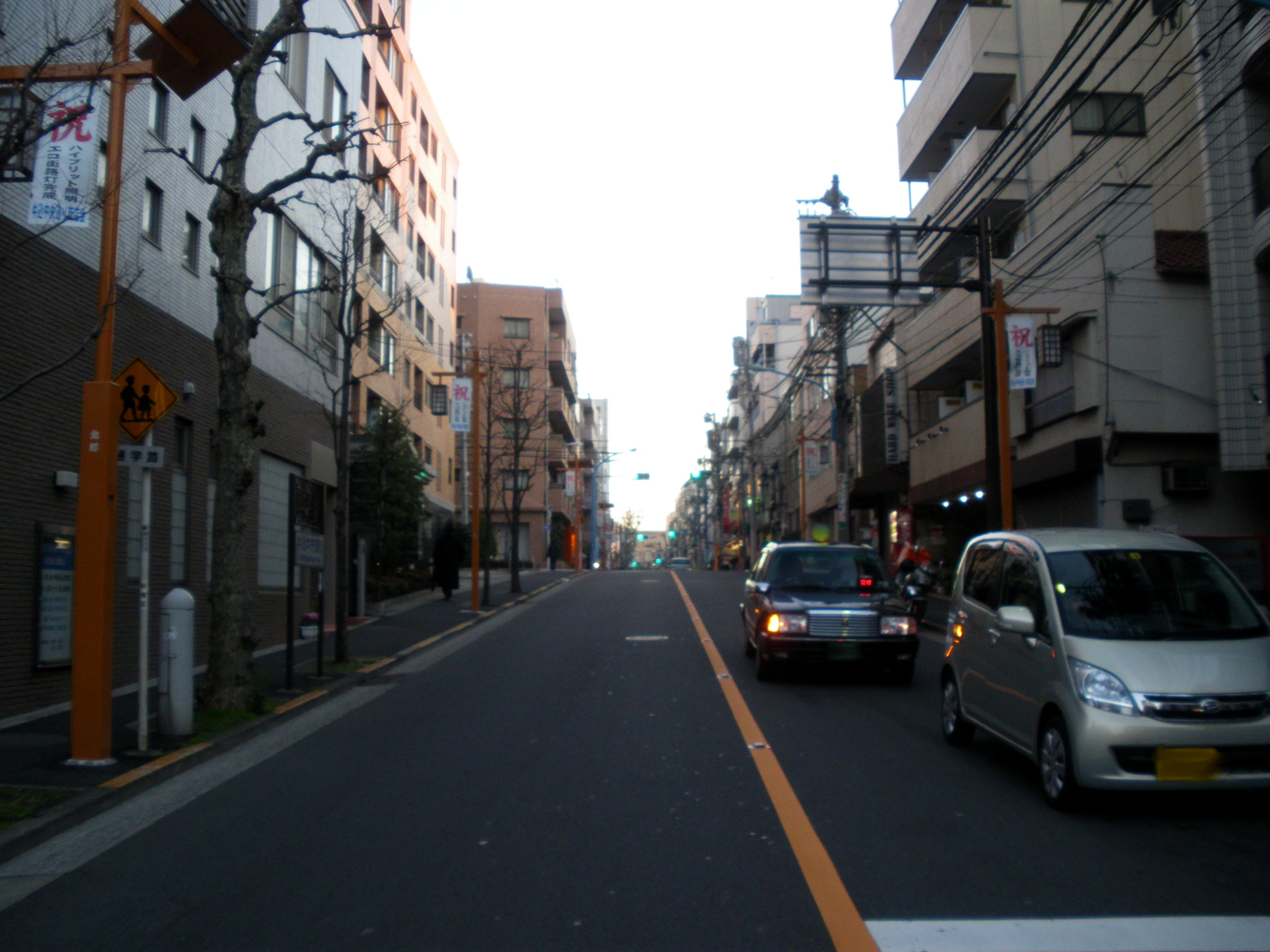
牛込中央通り(牛込北町交差点付近)

牛込中央通り（うしごめちゅうおうどおり）は、東京都新宿区北東部にある道路。全線が新宿区区内にあり、全長は約1.2キロメートル。

## 起点・終点
- 起点 市谷田町交差点（東京都新宿区市谷田町二丁目）
- 終点 早稲田通りとの交差点（東京都新宿区矢来町）

## 交差する道路
- 外堀通り - 市谷田町交差点
- 大久保通り - 牛込北町交差点
- 早稲田通り

## 名前の由来
牛込と呼ばれている地域の中央部付近を南北に通っていることに由来。

## 道路の特徴
- 道路は片側一車線
- 牛込北町交差点より市谷田町交差点までの区間を橋63系統の都営バスが走っている。

## 通過する地域
- 市谷田町
- 市谷砂土原町
- 払方町
- 納戸町
- 細工町
- 中町
- 北町
- 箪笥町
- 横寺町
- 矢来町

いずれも新宿区に属する。

## 主な沿道施設など
- 法政大学・市ヶ谷田町校舎（市ケ谷キャンパスの建物・かつての62年館）
- 新潮社
- アディダス